# Conchalí
Conchalí este un oraș și comună din provincia Santiago, regiunea Metropolitană Santiago, Chile, cu o populație de 133.256 locuitori (2012) și o suprafață de 70,7 km2.